# Ente finanziario
In finanza un ente finanziario è un'impresa diversa dalla banca, che svolge attività di assunzione di partecipazioni (c.d. Holding finanziarie), di concessione di finanziamenti, di prestazione di servizi di pagamento e di servizi di investimento.

## In Italia
Nella disciplina nazionale, tale categoria è composta dai seguenti soggetti:
- Intermediari finanziari [1] (ex art 106 TUB);
- Imprese di investimento (SIM, SGR, SICAF e SICAV - ex art 18 e 34 TUIF);
- Istituti di pagamento e Istituti per l'emissione di moneta elettronica (o IMEL) - ex art 114-bis e 114-sexies del TUB.

Nota: Le holding finanziarie non hanno una disciplina dedicata ma sono soggette alla disciplina bancaria o finanziaria nel momento in cui queste esercitano l'attività di direzione e controllo nei confronti di una più banche (cd Gruppi bancari) o soggetti non bancari vigilati (cd Gruppi finanziari).